# ماني دوكو
ماني دوكو هو لاعب كرة قدم هولندي يلعب كمهاجم مع نادي إنفرنيس.